# Panécio de Rodes
Panécio de Rodes (em grego: Παναίτιος; 185 a.C. — c. 110/09 a.C. ) foi um filósofo estoico. Foi discípulo de Diógenes da Babilónia e de Antípatro de Tarso, antes de viajar para Roma onde foi influente na introdução das doutrinas estoicas. Depois da morte de Cipião em 129, regressou à escola estoica em Atenas, tendo sido o seu último escolarca. Com Panécio, o estoicismo tornou-se mais ecléctico. A sua obra mais famosa foi "Sobre os Deveres", a fonte principal de Cícero na sua própria obra com o mesmo nome. 
Panécio de Rodes é amplamente reconhecido como um dos expoentes mais destacados do estoicismo médio. Ele trouxe inovações significativas, adaptando elementos da psicologia, resgatando alguns aspectos da física e enfatizando tanto os valores como os deveres humanos. Em termos de ética, ele suavizou a rigidez inerente ao estoicismo antigo, substituindo-a por um humanismo que, juntamente com a racionalidade teórica, considera a razão prática, que leva em conta a mutabilidade dos eventos. Isso representou uma mudança substancial em relação ao estoicismo anterior, abandonando a apatia e a mortificação em favor da celebração da alegria de viver. 
Além disso, Panécio adotou as doutrinas políticas de Platão e Aristóteles, destacando a importância das formas mistas de governo. Ele também se opôs a mitos e práticas de adivinhação. Suas obras abordaram uma variedade de temas, como o ócio, a serenidade da alma e a providência, temas que ressoaram particularmente com o espírito romano. Sua obra mais notável foi "Sobre os Deveres", que foi mencionada por Cícero como uma contribuição fundamental. Ele também escreveu sobre "A Providência" e produziu um comentário sobre o "Timeu" de Platão. Lamentavelmente, muitos de seus escritos foram perdidos ao longo do tempo, e o que resta são apenas fragmentos e referências em fontes doxográficas.